# Kampen om Næsbygaard
Kampen om Næsbygaard er en dansk film fra 1964.
- Manuskript og instruktion Alice O'Fredericks og Ib Mossin efter roman af Morten Korch.

Filmen er optaget på godset Torbenfeldt i Nordvestsjælland.

## Medvirkende
Blandt de medvirkende kan nævnes:
- Asbjørn Andersen
- Karen Berg
- Ole Wisborg
- Poul Reichhardt
- Inger Stender
- Agnes Rehni
- Ib Mossin
- Jane Thomsen
- Ole Neumann
- Helga Frier
- Einar Juhl
- Holger Vistisen
- Palle Huld
- Peter Malberg
- Christian Arhoff
- Marie-Louise Coninck

## Eksterne links
- Kampen om Næsbygaard på Internet Movie Database (engelsk)
- Kampen om Næsbygaard på Filmdatabasen
- Kampen om Næsbygaard på danskefilm.dk
- Kampen om Næsbygaard på danskfilmogtv.dk
- Kampen om Næsbygaard på The Movie Database (engelsk)